# Cipriano Santos
Cipriano Nunes dos Santos, plus communément appelé Cipriano Santos ou tout simplement Cipriano, est un footballeur portugais né le 13 octobre 1901 à Almada et mort le 14 novembre 1964.

## Biographie
En équipe du Portugal, il reçoit 2 capes entre 1926 et 1928. Il fait partie de l'équipe qui participe aux Jeux olympiques 1928 à Amsterdam.

## Carrière
- 1919-1932 :  Sporting Portugal

## Palmarès
Avec le Sporting Portugal :
- Vainqueur du Campeonato de Portugal (équivalent de la coupe du Portugal aujourd'hui) en 1923
- Champion de Lisbonne en 1923, 1925, 1928 et 1931